# Brotéas
Dans la mythologie grecque, Brotéas est l'un des fils de Tantale et Dioné, le plus mal-aimé de la famille, frère de Pélops, de Niobé.
Il sculpte la première statue de Rhéa ou de Cybèle. Il aime la chasse et déclare que le feu ne peut lui porter atteinte. Il oublie toutefois d’honorer Artémis qui lui en tient rigueur et pour le punir, elle lui fait perdre la raison jusqu’à ce qu’il se jette dans les flammes d’un bûcher où il périt.
Brotéas a un fils, Tantale qui va régner sur la ville de Lydia au royaume de Lydie. Il sera le premier mari de Clytemnestre et sera tué, ainsi que son fils tout juste né, par Agamemnon, roi de Mycènes, qui épousera Clytemnestre. Après sa mort, la dynastie Tantalide s’éteint et Agron prendra le trône.